# Târșolț
Târșolț è un comune della Romania di 2 960 abitanti, ubicato nel distretto di Satu Mare, nella regione storica della Transilvania. 
Il comune è formato dall'unione di 2 villaggi: Aliceni e Târșolț.
Il villaggio di Târșolț, sede del comune, appare per la prima volta in un documento del 1482 con la denominazione di origine latina Terrasallutius.